# Jean-Marie Courtin
Pour les articles homonymes, voir Courtin.
Jean-Marie Courtin, né le 7 juillet 1935 à Sallaumines et mort le 4 avril 2005 à Monaco, est un ancien footballeur français. Il occupait le poste d'attaquant.
Son frère, Paul Courtin, est lui aussi footballeur et a été sélectionné en équipe de France.
Jean-Marie Courtin abandonne le football professionnel pour s'engager dans la police monégasque, dans laquelle il gravit les échelons et deviendra inspecteur divisionnaire de police à Monaco,,. Il sera nommé chevalier dans l'Ordre monégasque de Saint-Charles, le vendredi 24 novembre 1989.

## Carrière sportive
- 1954-1958 : RC Lens
- 1958-1960 : AS Monaco
- 1960-1961 : RC Lens
- 1961-1962 : Girondins de Bordeaux
- 1962-1963 : AS Monaco[4]

## Palmarès
- Champion de France en 1963 (Monaco)
- Vainqueur de la Coupe de France 1963 (Monaco)

## Statistiques
- 122 matchs et 40 buts en Division 1
- 21 matchs et 3 buts en Division 2